# ستاری گراد
سْتاری گراد (به کرواتی: Stari Grad) شهری در شهرستان اسپلیت-دالماسی کشور کرواسی است که جمعیت آن در سال ۲۰۱۱ میلادی ۲٬۷۵۲ نفر بوده‌است.